# Rypticus
Rypticus is een geslacht van straalvinnige vissen uit de familie van zaag- of zeebaarzen (Serranidae). Het geslacht is voor het eerst wetenschappelijk beschreven in 1829 door Cuvier & Valenciennes.

## Soorten
- Rypticus bicolor Valenciennes, 1846
- Rypticus bistrispinus (Mitchill, 1818)
- Rypticus bornoi Beebe & Tee-Van, 1928
- Rypticus carpenteri Baldwin & Weigt, 2012
- Rypticus courtenayi McCarthy, 1979
- Rypticus maculatus Holbrook, 1855
- Rypticus nigripinnis Gill, 1861
- Rypticus randalli Courtenay, 1967
- Rypticus saponaceus (Bloch & Schneider, 1801)
- Rypticus subbifrenatus Gill, 1861